# Bridas
Bridas Corporation — независимая нефтегазодобывающая холдинговая компания. Штаб-квартира — в Буэнос-Айресе. С марта 2010 года 50 % акций принадлежат китайской CNOOC.

## История
Bridas была основана в 1948 году Алехандро Булгерони-старшим. Поначалу компания занималась производством и продажей фланцев государственной нефтяной компании YPF. Название компании происходит от продукции (исп. bridas — фланцы). Со временем она стала второй нефтяной компанией Аргентины после государственной YPF.

## Деятельность
Активы «Бридас» находятся в основном, в Южной Америке. В конце 90-х «Бридас» предложила проект строительства газопровода из Туркмении в Индию через Афганистан и Пакистан (ТАПИ) для транспортировки туркменского газа, в том числе и с открытого компанией крупного газового месторождения Яшлар.
В ноябре 2010 компанией было объявлено о намерении выйти на рынок Центральной Америки.
Компания через дочернюю Axion Energy контролирует 15 % топливного рынка Аргентины. Ей принадлежит нефтеперерабатывающий завод в Кампане, 580 автозаправочных станций и терминалов на территории Аргентины, 110 в Уругвае и 65 в Парагвае. Кроме того, Bridas владеет 40 % акций нефтедобывающей Pan-American Energy.

## Владельцы
Bridas Corporation в равных долях принадлежит аргентинской Bridas Energy Holdings Ltd. (BEH) и китайской CNOOC. После смерти в сентябре 2017 года Карлоса Булгерони пост председателя совета директоров компании занял Алехандро Булгерони.